# Сокорро (Нью-Мексико)
Соко́рро (Socorro) — город на юго-западе США, административный центр округа Сокорро штата Нью-Мексико.

## История

### Основание
В июне 1598 года Хуан де Оньяте провёл группу испанских поселенцев через суровый участок пустыни, именуемый Хорнада дель Муэрто (исп. Jornada del Muerto — Путь мертвеца). Вышедшие из пустыни испанцы были встречены индейцами племени пуэбло из селения Тейпана, которые дали колонистам пищу и воду. В силу этого испанцы переименовали посёлок в Сокорро (исп. socorro — помощь). Позже это же название стали применять и к соседнему поселению индейцев — Пилабо.

## География
Сокорро находится в 121 км от Альбукерке и располагается по координатам 34°03′42″ с. ш. 106°53′58″ з. д.; среднее возвышение над уровнем моря — 1403 м. Город стоит на берегу Рио-Гранде. Согласно Бюро переписи населения США, общая площадь города составляет 37,4 км², из которых водная поверхность занимает 0,21 % и составляет 0,1 км².

## Демография

### 2010 год
По данным переписи 2010 года население округа составляет 9051 человек.

### 2000 год
По данным переписи 2000 года население насчитывало 8877 человек.